# Scleria assamica
Scleria assamica là loài thực vật có hoa trong họ Cói. Loài này được (C.B.Clarke) D.M.Verma miêu tả khoa học đầu tiên năm 1990 publ. 1992.